# Jayaque
Jayaque o San Cristóbal Jayaque es un distrito del municipio La Libertad Oeste del departamento de La Libertad, El Salvador. Tiene una población de 16 391 habitantes, según el censo salvadoreño de 2024. Tiene una elevación de 998 metros. Es conocido por sus famosas fiestas y quemas de pólvora que se dan en el departamento cada año entre las fechas 19 de enero y 26 de julio.
| Censo | Población | Cambio | Porcentaje |
| ----- | --------- | ------ | ---------- |
| 2007  | 11 058    | N/D    | N/D        |
| 2024  | 16 391    | 5 333  | 48.2%      |

## Historia
De acuerdo a crónicas municipales del siglo XIX, los pobladores de este sitio ocupaban el territorio de Opico, pero lo abandonaron debido a «varias plagas» a inicios del siglo XVIII.  
De acuerdo a la relación geográfica hecha en 1740 por el alcalde mayor de San Salvador, Manuel de Gálvez Corral, el pueblo de San Cristóbal Yayacatepeque tenía 110 indios tributarios; éste describe que "goza de temperamento frío, es muy propicio a la salud", sus actividades económicas eran el cultivo de maíz y crianza de gallinas. En 1770, según Pedro Cortés y Larraz, la aldea era habitada por 578 personas. 
En el temblor del 8 de diciembre de 1859, varias casas fueron derribadas, dejó muy dañada la iglesia y a orillas de la población se abrieron grietas hondas y de más de cien varas algunas.
Forma parte del departamento de La Libertad a partir del 28 de enero de 1865.
De acuerdo con la estadística del departamento de La Libertad hecha por el gobernador José López en el 23 de mayo de 1865, tenía una población de 706 personas.
Obtuvo el título de ciudad el 18 de mayo de 1926.
A partir de 1940 llegan varias personas de origen europeo y árabe a vivir en esta ciudad.

## Información general
El distrito cubre un área de 47,5 km² y la cabecera tiene una altitud de 980 m s. n. m. El topónimo náhuat Jayaque, Shaycat o Xayacatepeque tendría los significados de «Cerro de los enmascarados» o también «Cerro de las máscaras o de los enamorados». Las fiestas patronales se celebran en el mes de julio en honor a San Cristóbal. Asimismo, junto a los vecinos de Cuisnahuat y Tepecoyo, los pobladores celebran la Festividad de los Cumpas.
En El Cantón Las Graditas en Jayaque se localiza el santuario para animales Fundación Refugio Salvaje (Furesa), el cual tiene una extensión de 220 manzanas.